# 白い小鳩
「白い小鳩」（しろいこばと）は、1974年7月25日にワーナー・パイオニアから発売された朱里エイコ通算17枚目のシングル。規格品番: L-1196R。

## 解説
朱里エイコのシングルとしては都倉俊一が初起用され、この曲以降都倉俊一はあまり朱里へ楽曲提供をしていないが、カバーもされ愛され続けている楽曲である。
ロック調のナンバーとなっており、朱里のパンチの効いた歌声と歌詞が特徴である。
2002年に椎名林檎が本曲をカバーした際は、この曲のオリジナルがラジオで流れてほしいと思いカバーしたと語っている。

## 収録曲
1. 白い小鳩
作詞: 山上路夫、作曲・編曲: 都倉俊一
2. 愛の場所
作詞: さいとう大三、作曲・編曲: 馬飼野俊一

## カバー
- 椎名林檎 - アルバム『唄ひ手冥利 〜其ノ壱〜』収録。
- 増田恵子 - アルバム『Colors 〜30th Anniversary All Time Best〜』収録。

## 収録作品
- 白い小鳩

JUMPING FLASH
Greatest Hits '72-'79
朱里エイコ 全曲集
愛蔵盤シリーズ7 朱里エイコベスト 北国行きで
朱里エイコ 〜北国行きで〜
究極のベスト! 朱里エイコ
朱里エイコ スーパーベスト・コレクション
朱里エイコ ワーナー・イヤーズ 1971-1979
北国行きで 朱里エイコ ベスト・アルバム
リトル・ダイナマイト 〜 ベスト・オブ・朱里エイコ